# 南魏恩施特拉瑟县
南魏恩施特拉瑟县（Landkreis Südliche Weinstraße）是德国莱茵兰-普法尔茨州的一个县，首府兰道。